# Музична скринька

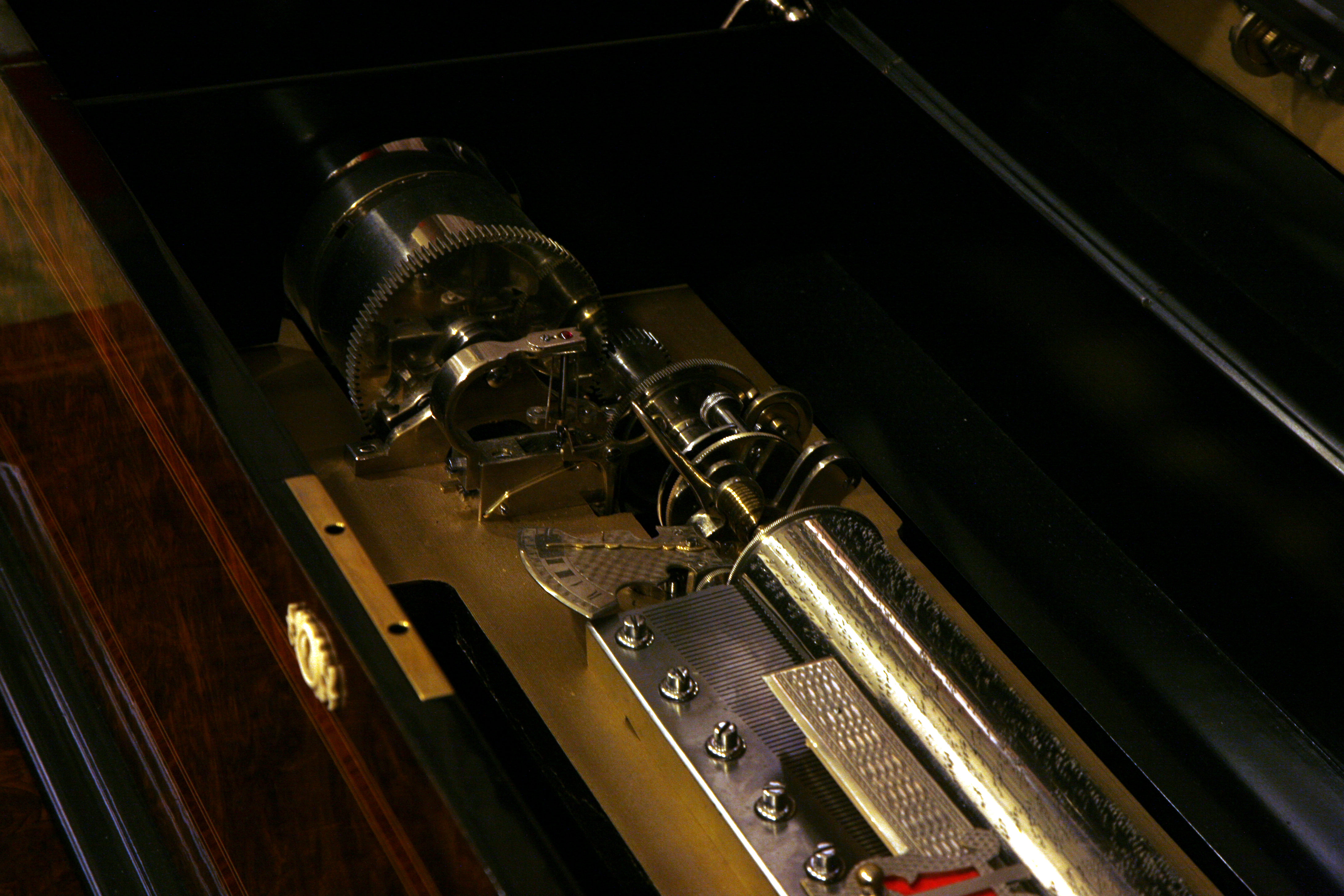

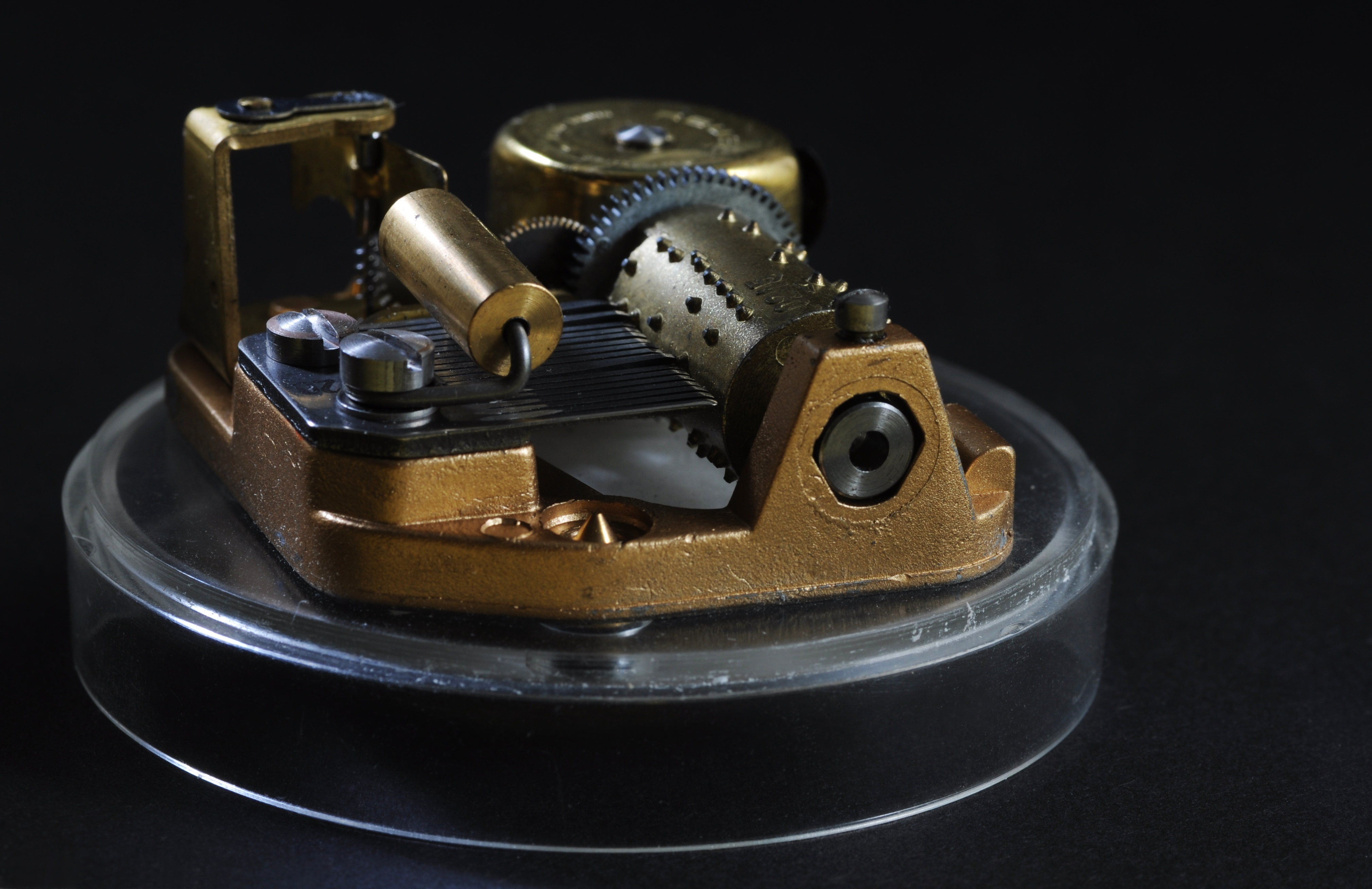

Музична скринька — механічний музичний автомат, здатний відтворювати звуки в результаті зачеплення металевих вушок, розміщених на поворотному валу, з налаштованими на певний тон язичків. Пристрій був популярний в дев'ятнадцятому і на початку двадцятого століття до поширення грамплатівок. Нині музичні скриньки використовуються переважно в дитячих іграшках.
Заведення музичної скриньки звичайно здійснюється в результаті підняття кришки, рідше — ключем або заводною ручкою.
Стиль програвання музичних скриньок використовується в деяких музичних композиціях. Композитор Модест Мусоргський використав окремі фрагменти стилю в сюїті «Картинки з виставки», Людвіг ван Бетховен — в п'єсі «До Елізи».